# Чеське кладовище в Липлянах (Луцький район)
Чеське кладовище в селі Липляни (чеськ. Český hřbitov v Lipljanech).
Дата заснування кладовища невідома, на картах періоду Першої світової війни воно вже позначене.
До оптації 1946 в Липлянах була чеська колонія, що налічувала 17 будинків.

## Опис
Збереглося 13 надмогильних памятників і один фрагмент памятника (цегляний підмурок у центрі кладовища). Ще на початку 2000-х рр.  на підмурку стояв чавунний хрест на чавунній тумбі. Могила була оточена чавунним литим парканом, а "в ногах" росла велика ялина.
Кладовище було обсаджене липами, стовбури двох з них ще стоять.
12 памятників мають написи які є читабельними.
Після виїзду чехів на кладовищі хоронили оптантів з Чехословаччини, переселенців з Холмщини, жителів села, що проживали недалеко від цього кладовища (у селі є ще одне "сільське" кладовище).
Кладовище добре збережене, як і в сусідньому селі Княгининок.
Благоустрій підтримується місцевими жителями, які доглядають могилии своїх близьких на цьому кладовищі.

## Ідентифіковані поховання на чеському кладовищі в Липлянах
Hulicius Jan, Reblova Antonie, Valenta Petr, Valenta Anna, Jan, Valenta Josef, Valenta Viktor, Olga, Valentova Marie, Husak Antoni, Holecek Barbara, Krunka Frantisek-J, Kyselova (Tonicka ?), Fofova Marije.

## Фотогалерея

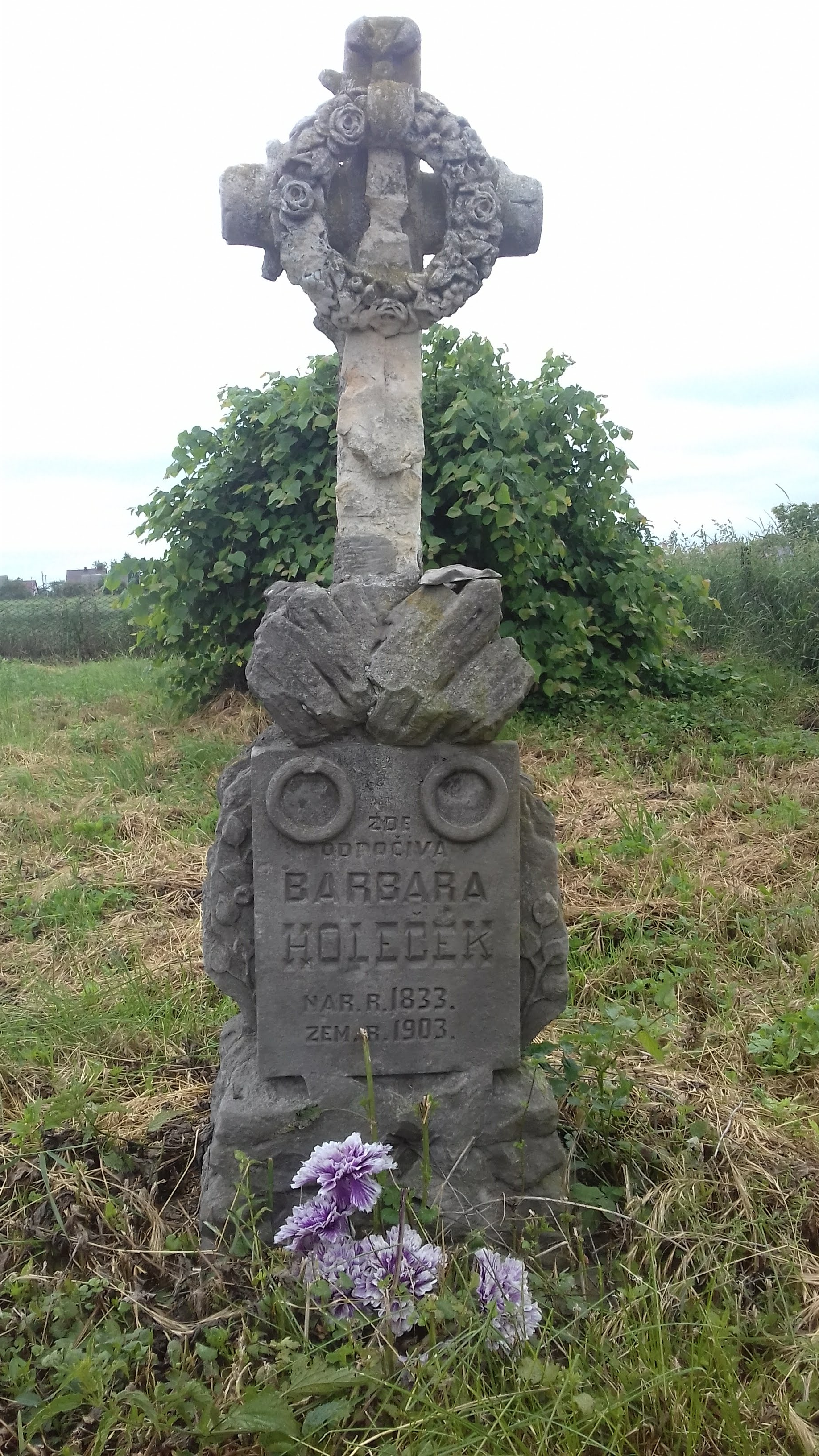
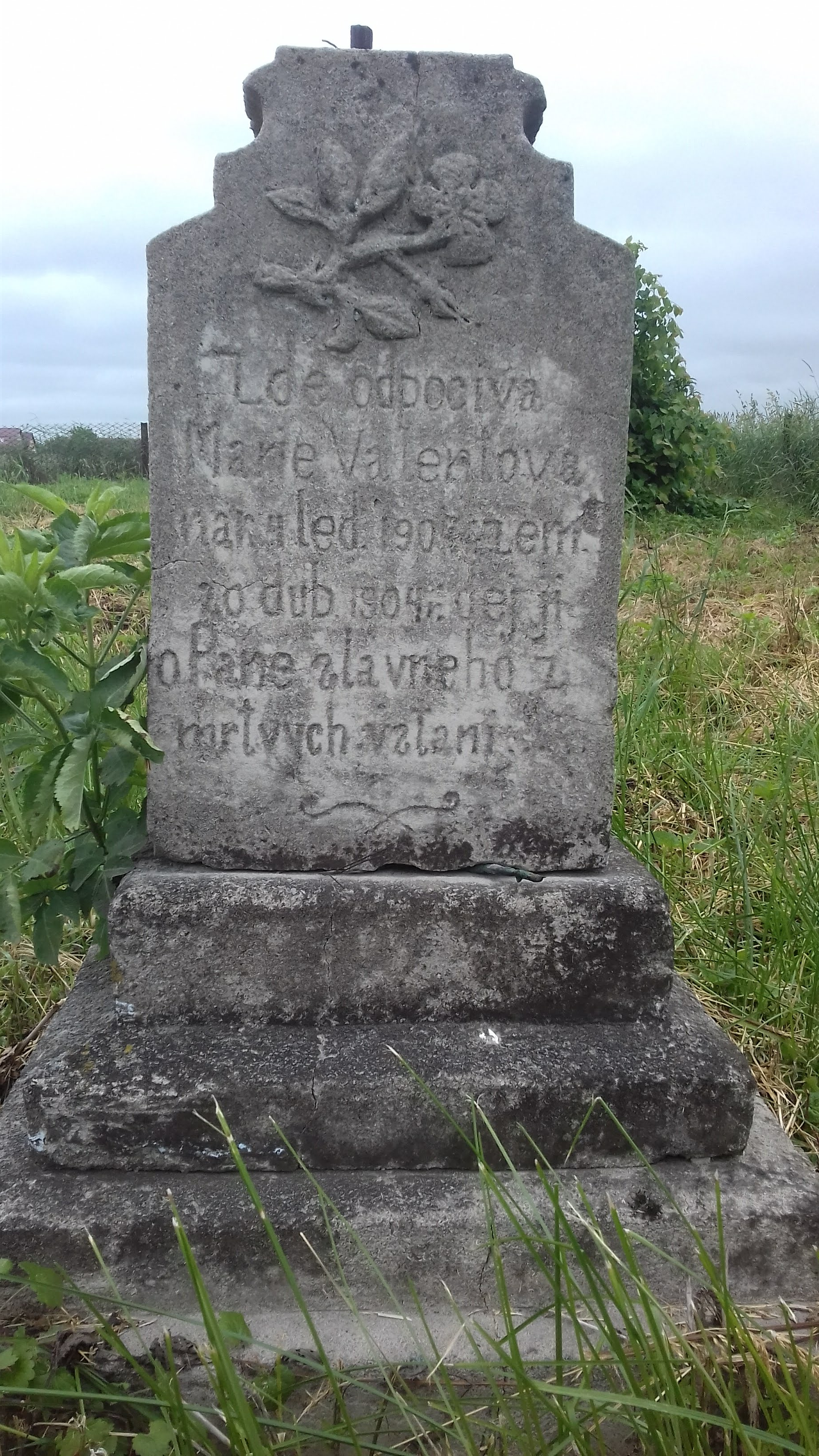
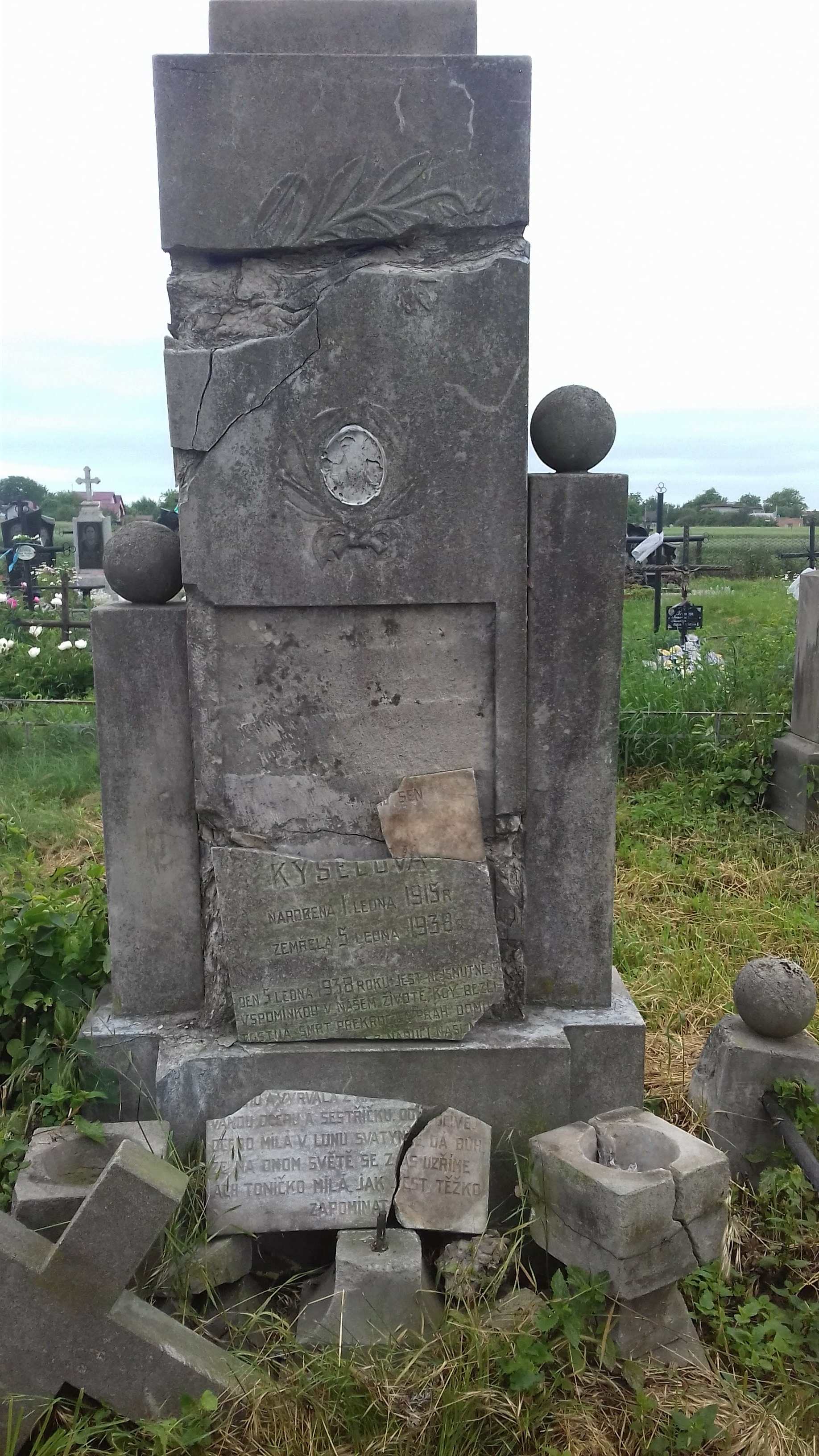
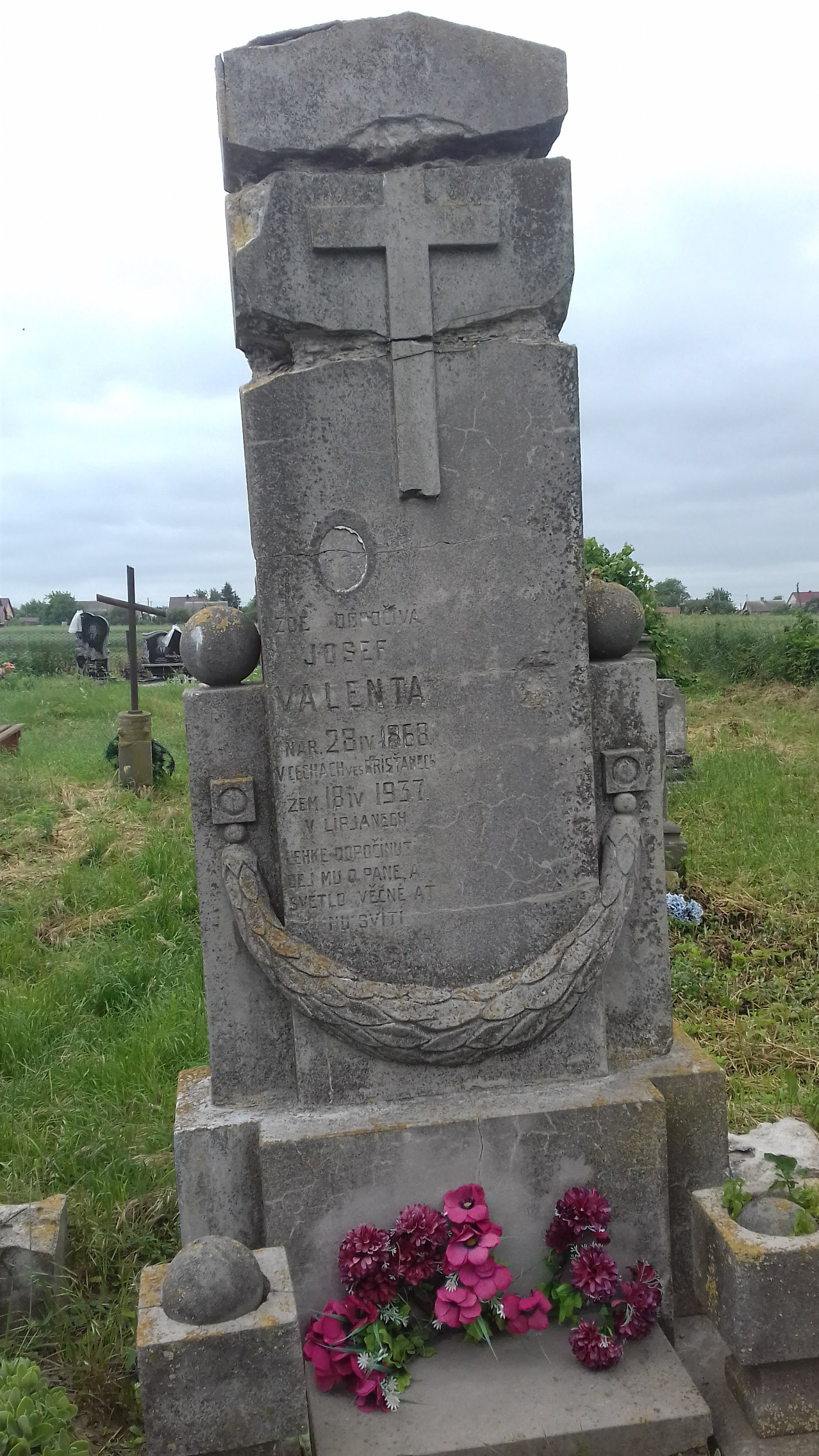
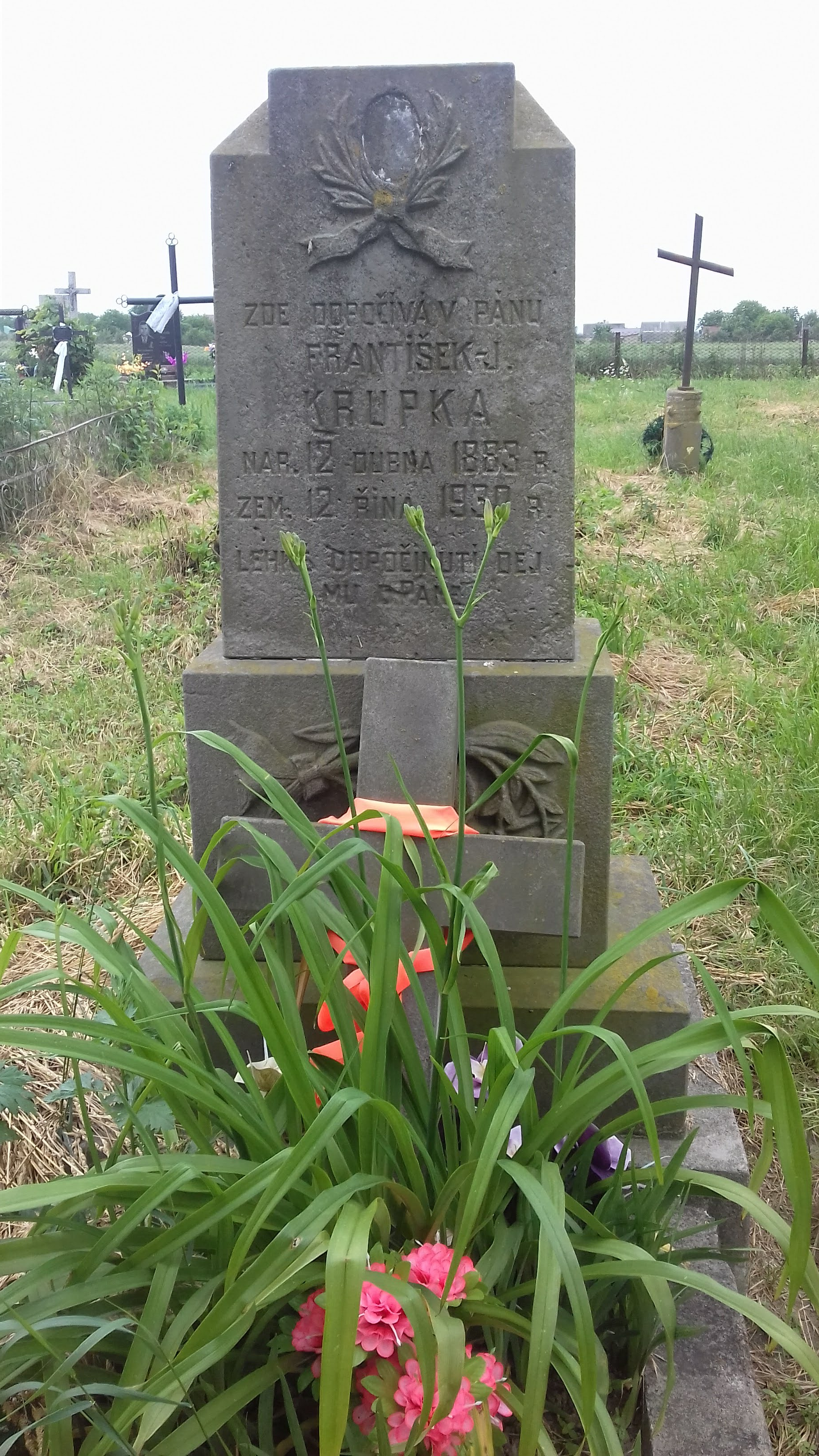
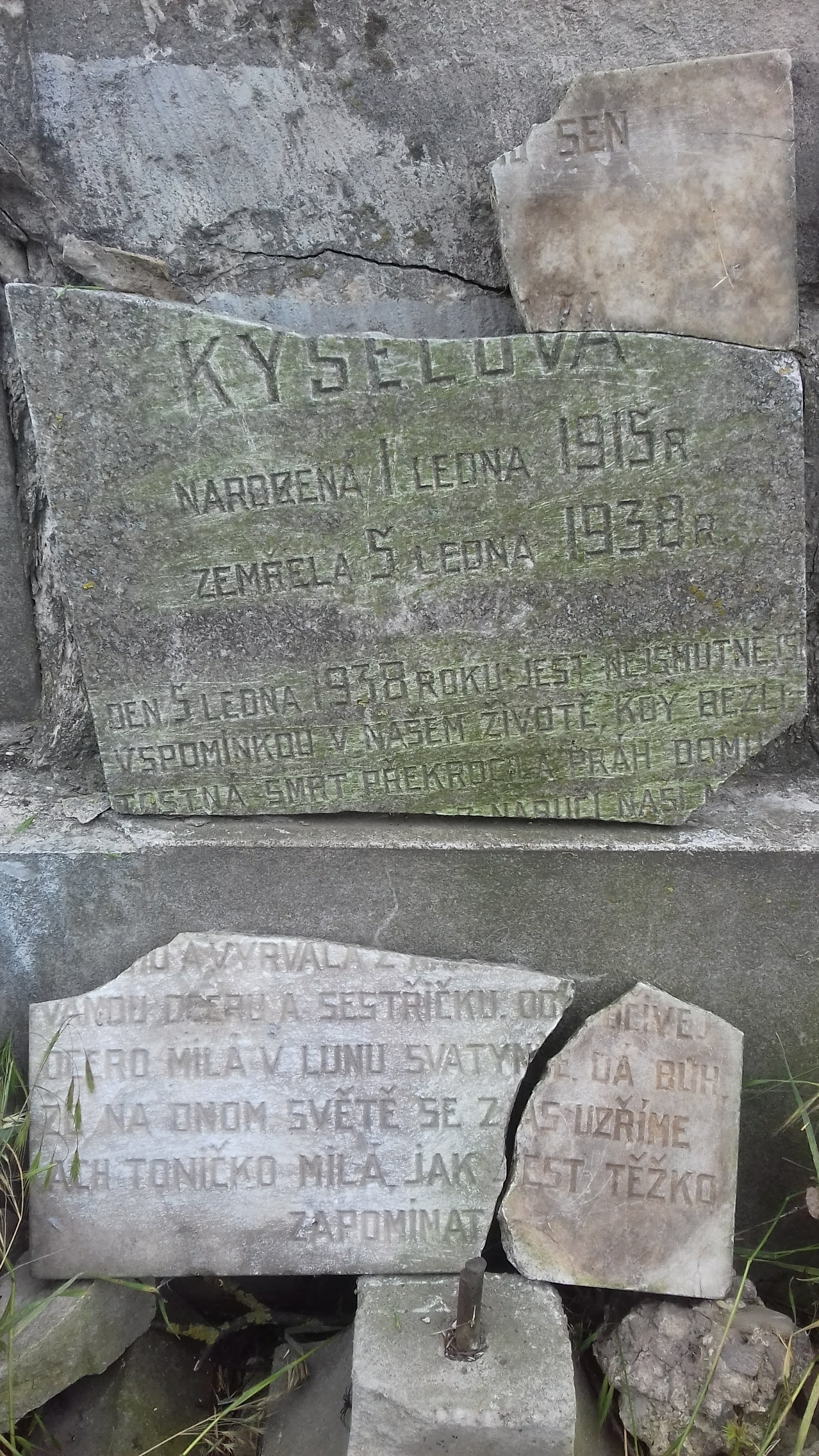
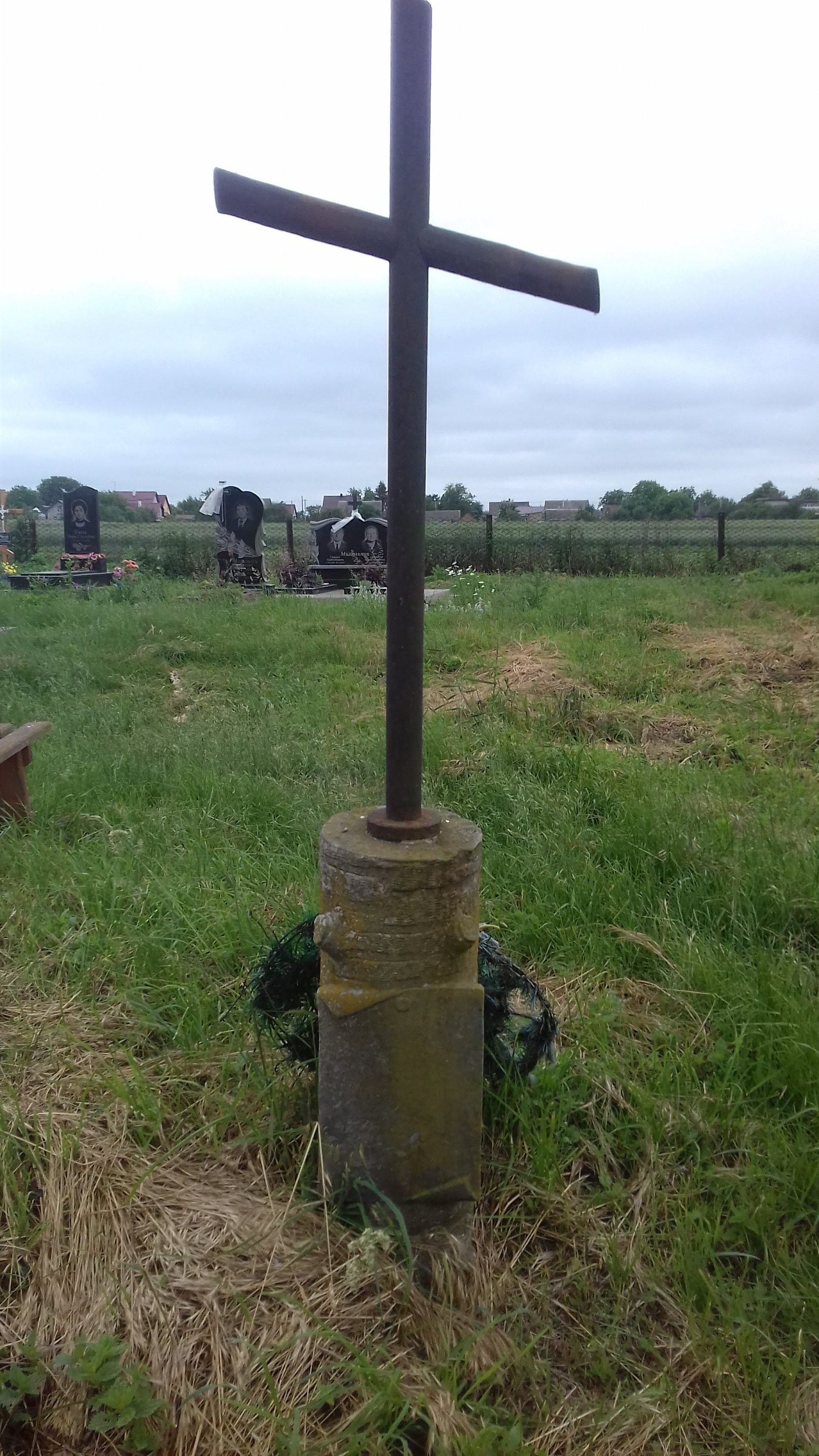
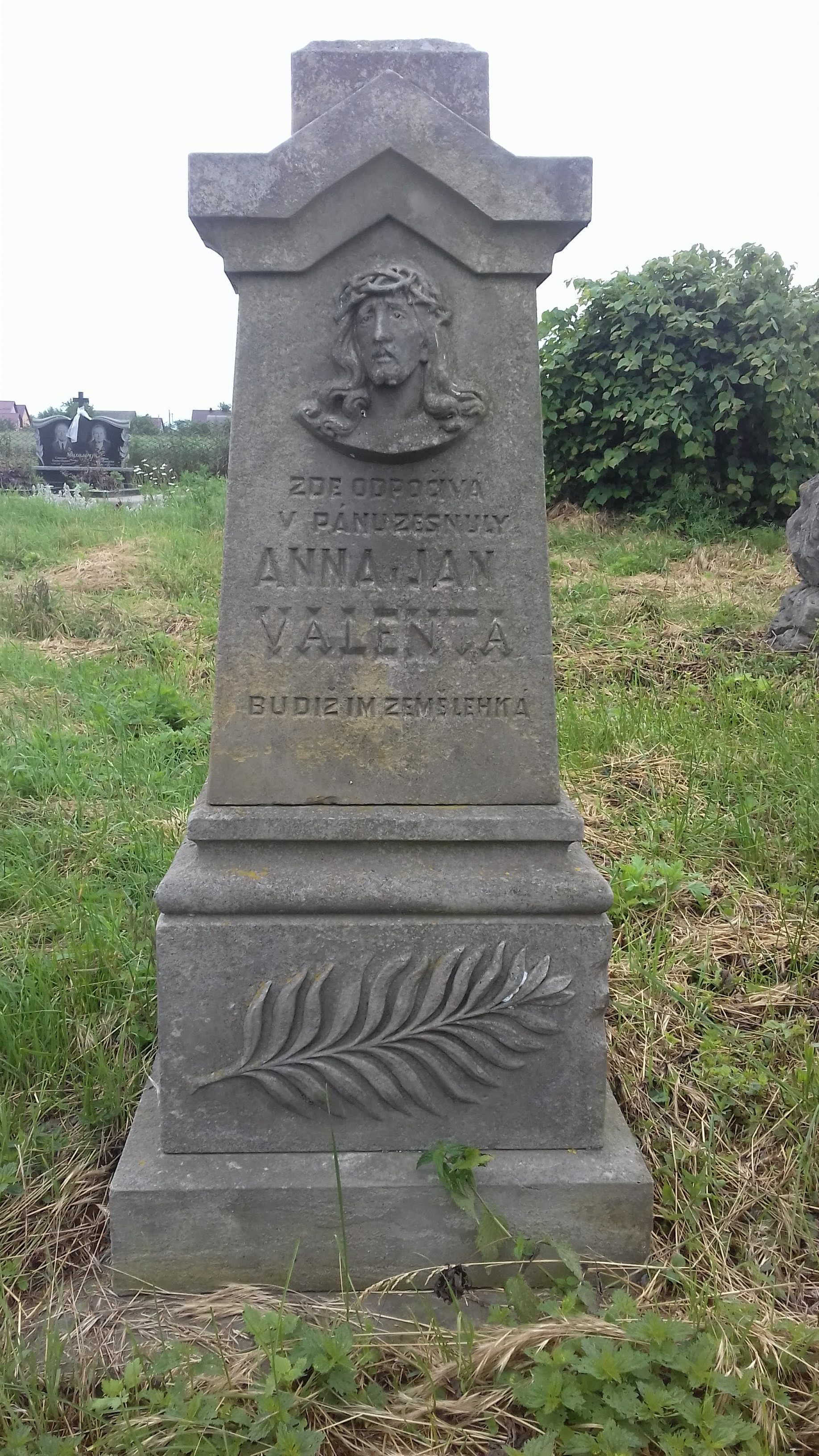
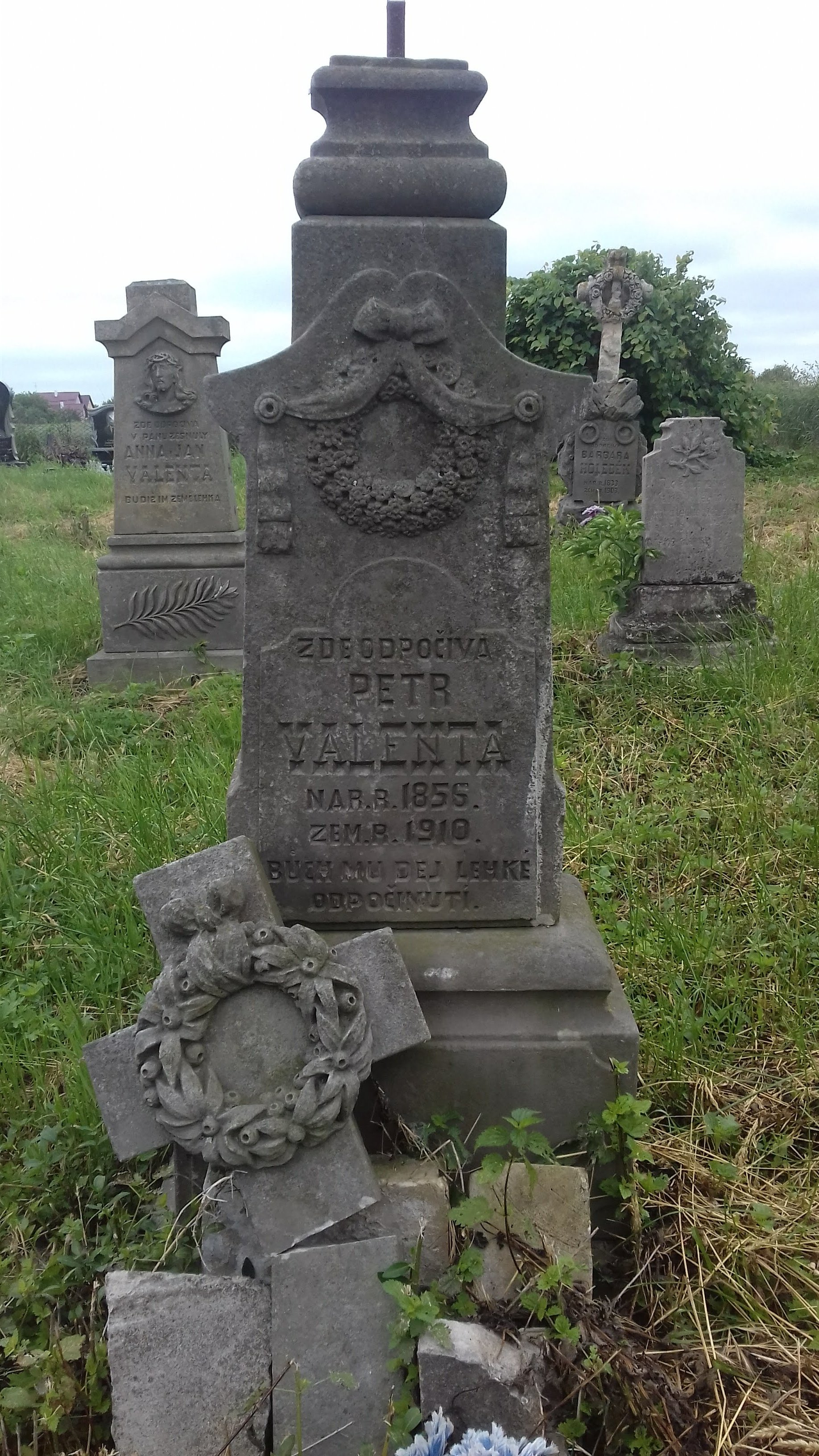
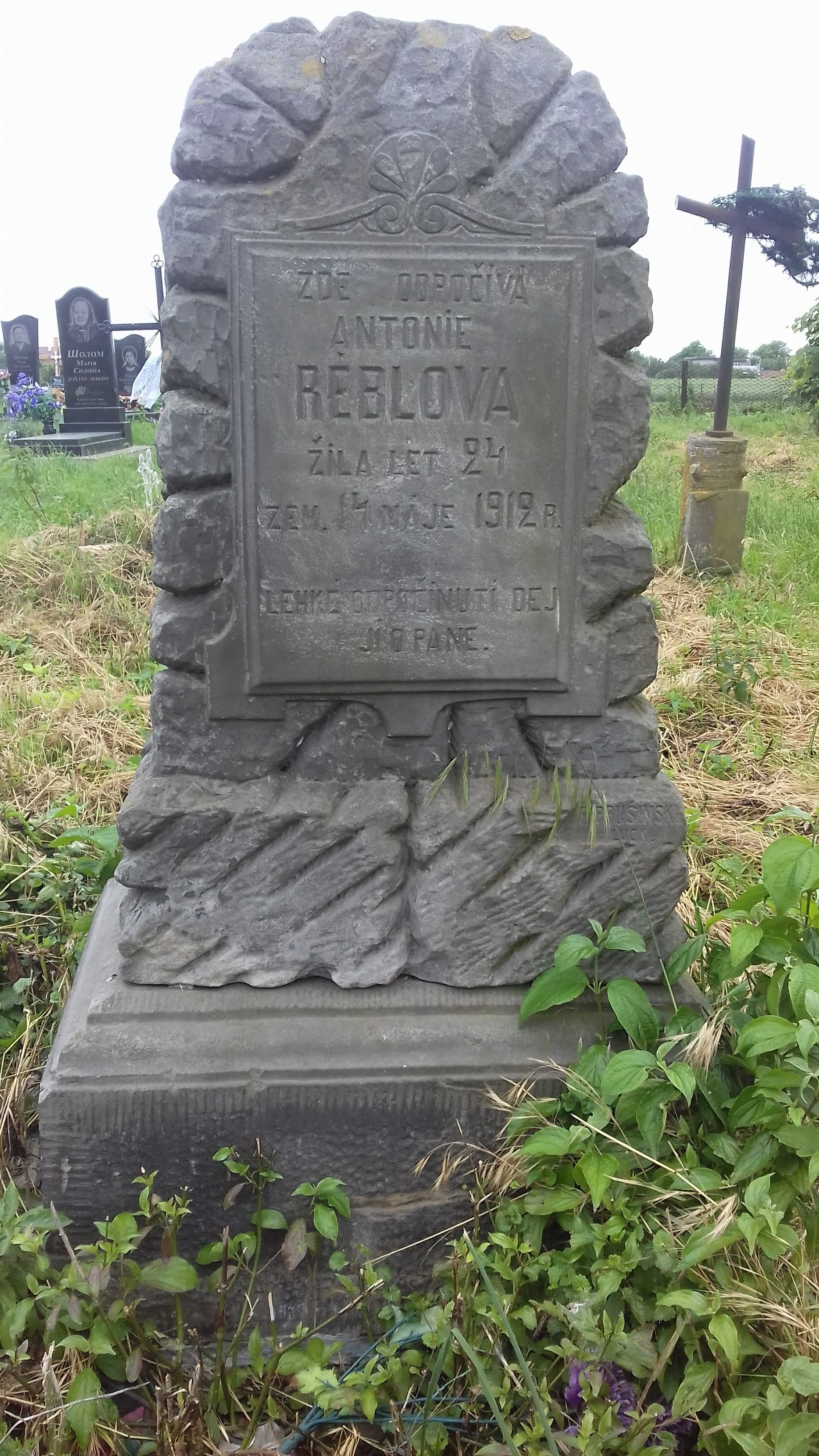
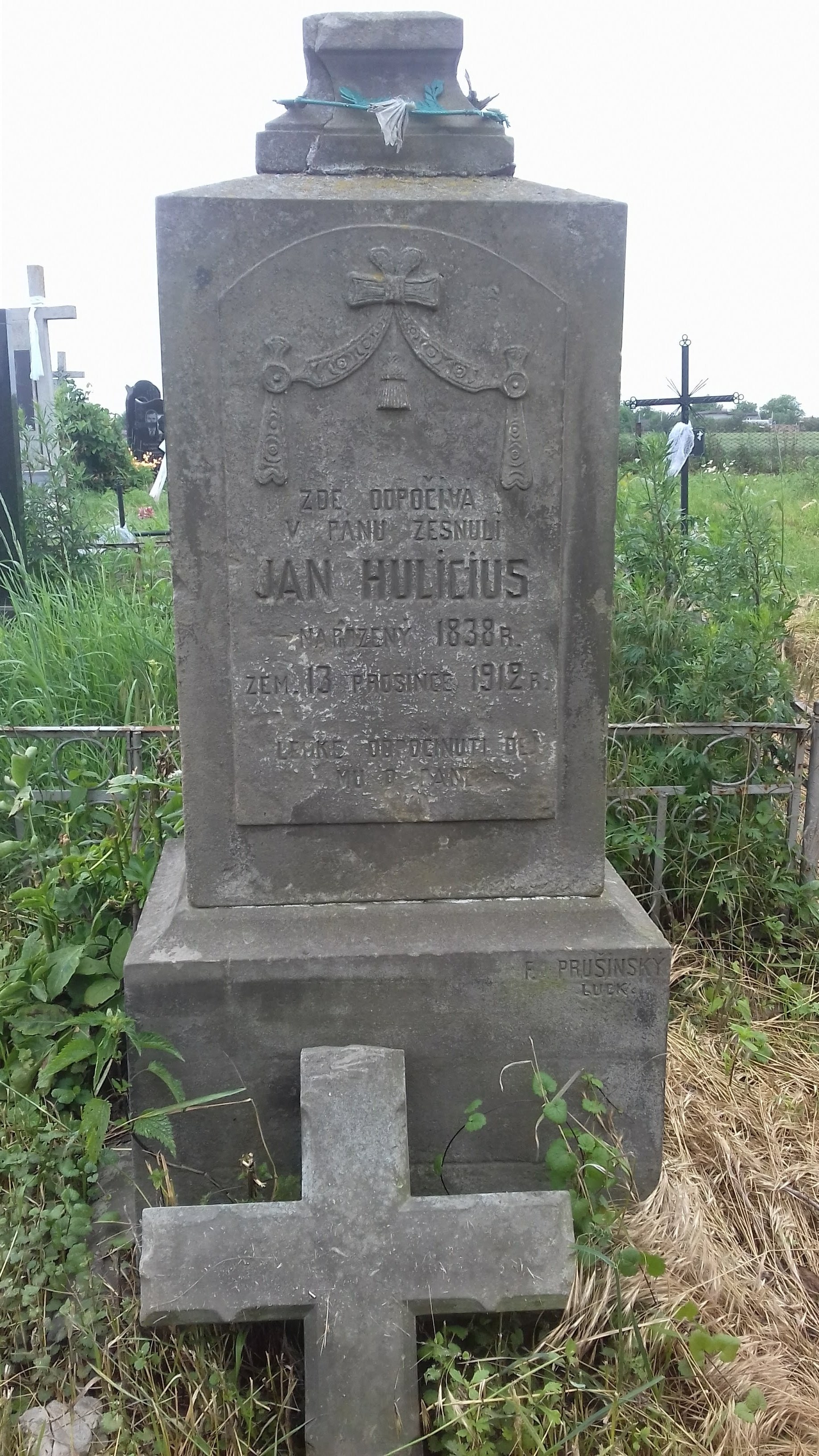
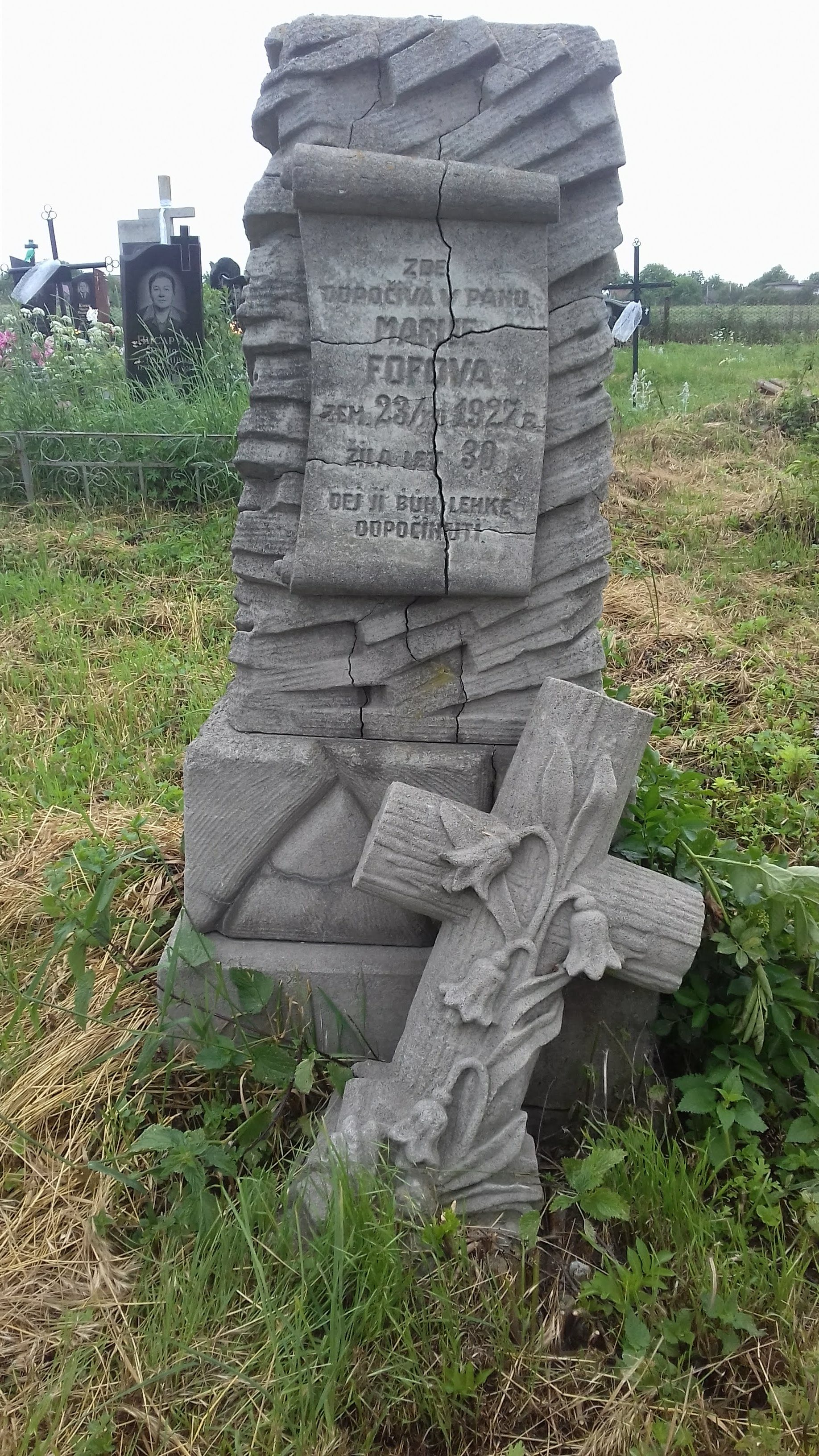
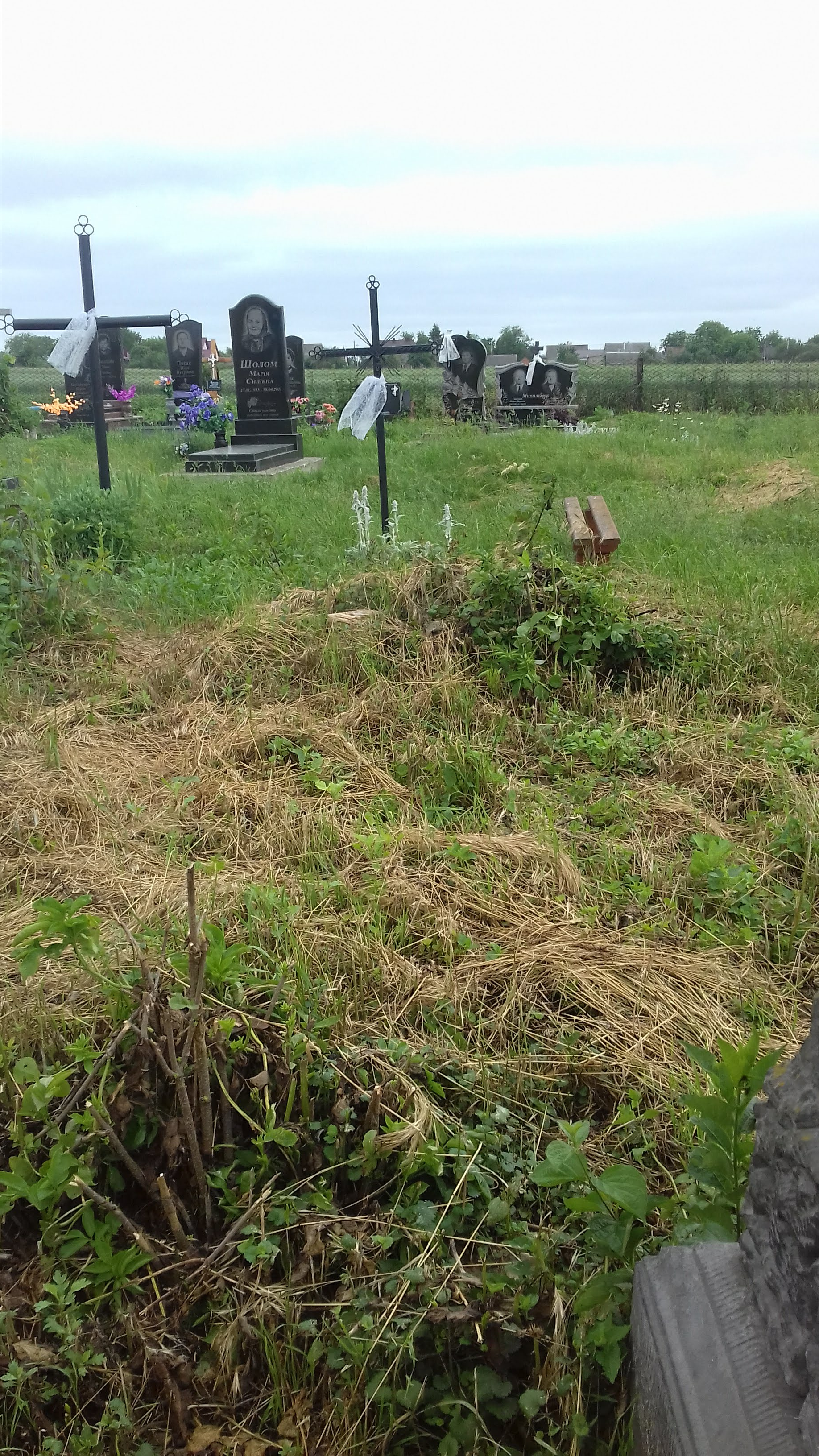
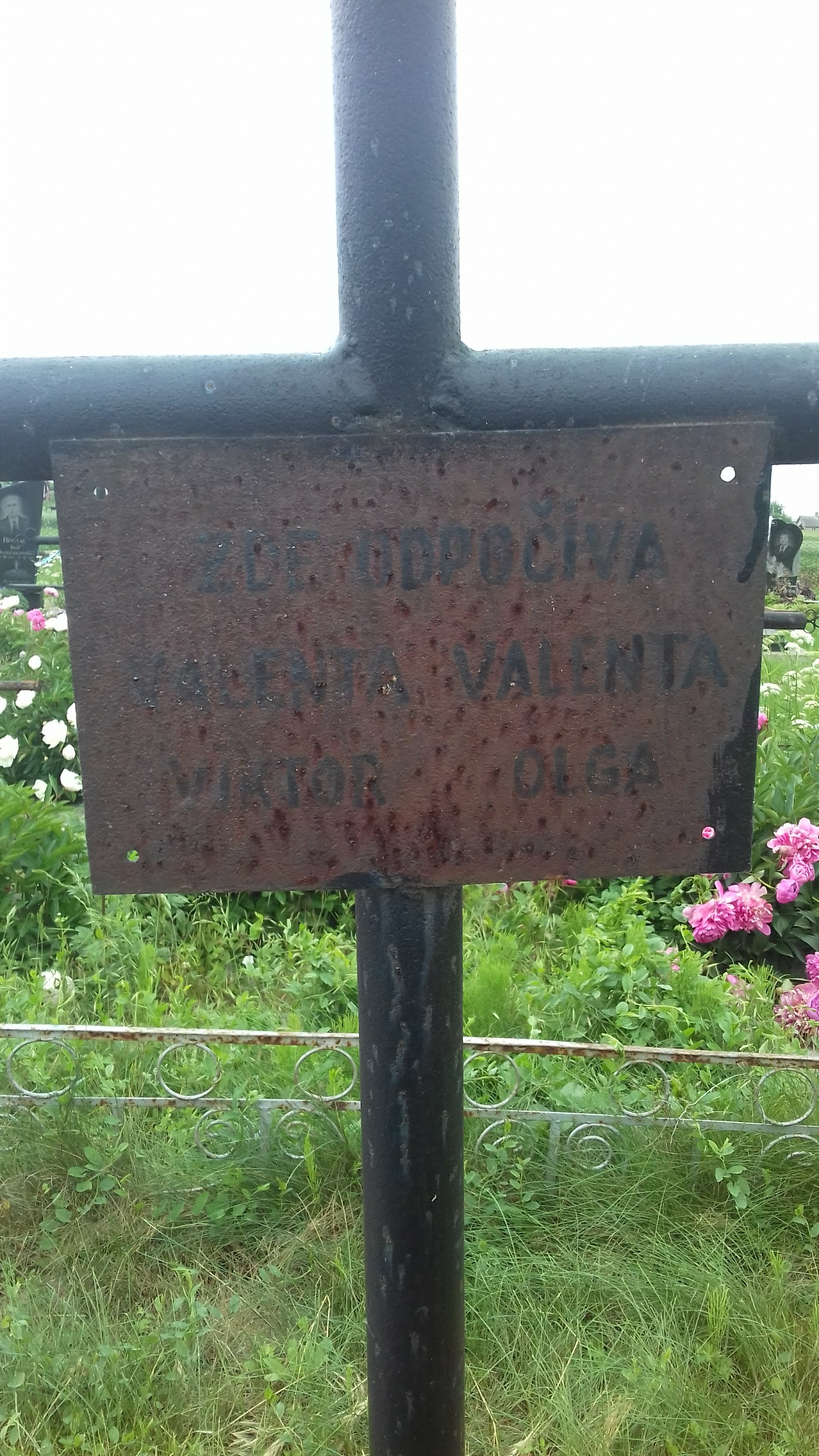
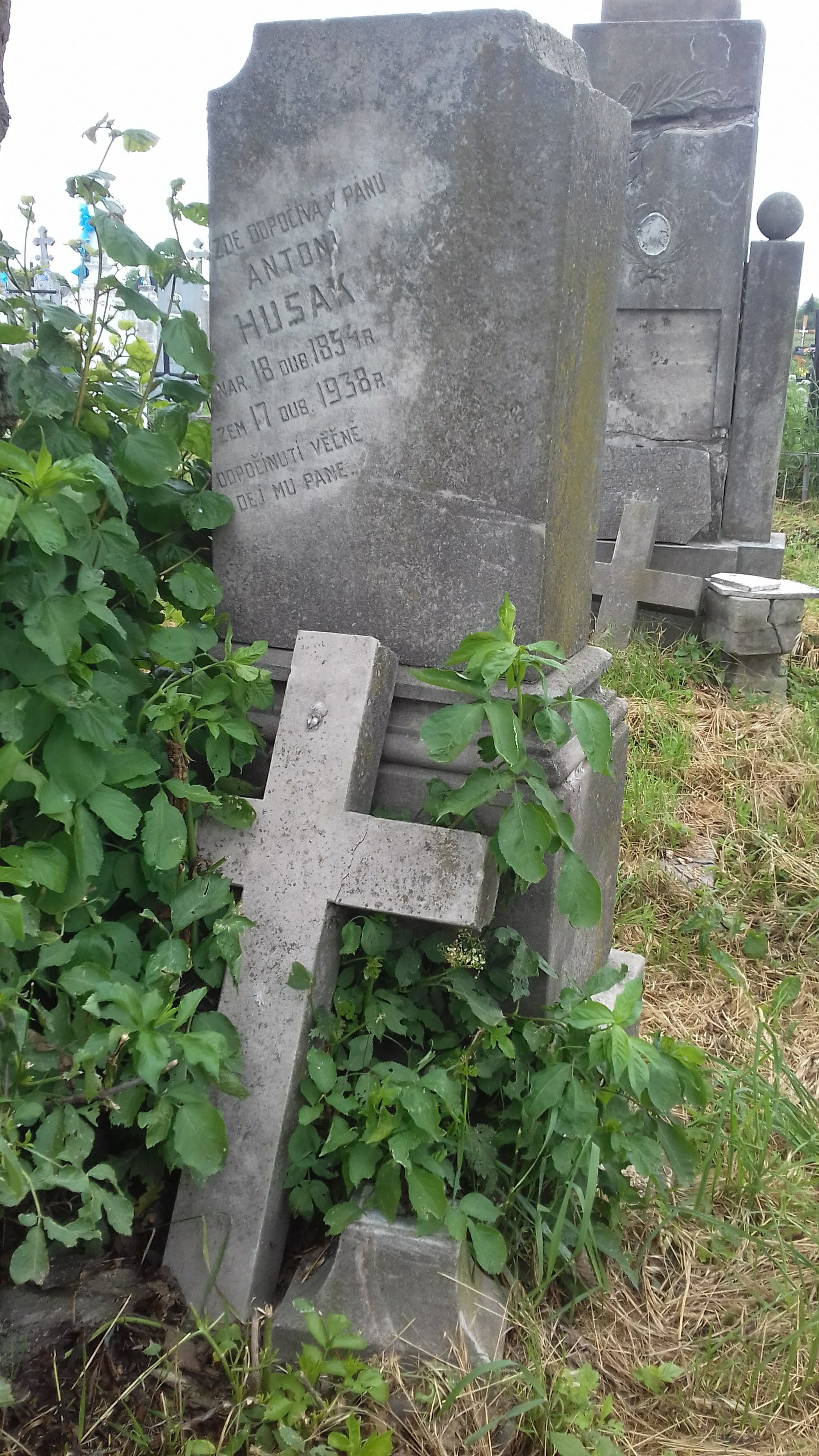

1. ↑  https://shron1.chtyvo.org.ua/Shulha_Svitlana/Chekhy_v_Zakhidnii_Volyni_etnosotsiokulturni_transformatsii_60-i_roky_KhIKh__seredyna_KhKh_stolit.pdf [Архівовано 29 листопада 2021 у Wayback Machine.]